# Wang Xinyu
Ne pas confondre avec Wang Qiang, Wang Xiyu, Wang Yafan, également joueuses de tennis.
Dans ce nom chinois, le nom de famille, Wang, précède le nom personnel.
Wang Xinyu (en chinois : 王欣瑜), née le 26 septembre 2001 à Shenzhen, est une joueuse de tennis chinoise.

## Biographie
Wang Xinyu naît à Shenzhen. Son père, Wang Peng, est un ancien entraîneur de l'équipe de tennis de Shenzhen et de l'équipe chinoise de Fed Cup, mais il démissionne de cette dernière pour se concentrer sur la carrière de tennis de sa fille. Sa mère est une ancienne joueuse de l'équipe féminine de basket-ball du Zhejiang. Ses deux parents se consacrent à accompagner leur fille partout. Wang Xinyu montre un grand enthousiasme pour le tennis dès la petite enfance et, entraînée par son père, elle commence à jouer correctement à l'âge de cinq ans[réf. nécessaire].
En 2018, elle remporte deux titres du Grand Chelem junior en double : à l'Open d'Australie avec Liang En-shuo puis à Wimbledon avec Wang Xiyu.
Sur le circuit senior, Wang Xinyu se qualifie pour son premier tournoi du Grand Chelem à l'Open d'Australie 2018 en remportant les éliminatoires de la wildcard Asie-Pacifique. Elle s'incline au premier tour face à la Française Alizé Cornet. Elle remporte la même année ses deux premiers titres sur le circuit ITF.

### 2019: premier titre WTA en double
Début 2019, Wang Xinyu passe un tour à Shenzhen, où elle est invitée, en battant sa compatriote Xun Fangying, puis elle s'incline face à la Russe Maria Sharapova.
Cette année-là, elle remporte son premier titre en double à Nanchang, associée à Zhu Lin. Elles éliminent successivement Aleksandra Krunić et Lidziya Marozava (tête de série no 1), Arina Rodionova et Sabrina Santamaria, puis Dalila Jakupović et Jessica Moore  (tête de série no 3), avant de s'imposer en finale face à la paire tête de série no 2, Peng Shuai et Zhang Shuai.
Elle se qualifie pour le tableau final de l'US Open, puis elle est éliminée au premier par sa partenaire du double Zhu Lin. Elle joue aussi ses premiers matchs en WTA Premier à Miami, perdant en 3 sets face à Misaki Doi.

### 2020: peu de résultats concluants
En 2020, lors des qualifications de l'US Open, elle élimine Irina Falconi puis Allie Kiick, mais elle échoue face à Anna Kalinskaya et n'accède donc pas au tableau final. Au challenger Indian Wells 125k, elle élimine Coco Vandeweghe avant de perdre face à Bernarda Pera.

### 2021 - 2022: des résultats plus significatifs en simple et deux titres en double
Elle échoue aux qualifications à l'Open d'Australie et à Lyon.
En février, elle passe un tour au tournoi de Saint-Petersbourg mais échoue ensuite face à Svetlana Kuznetsova. À Miami, elle élimine Rebecca Peterson puis perd face à Garbiñe Muguruza. Au tournoi de Prague, elle parvient en demi-finale, avec des victoires sur Leonie Kung, Liang En-shuo et Grace Min, avant de s'incliner face à Barbora Krejčíková. Elle enchaine avec un très bon parcours à Columbus en atteignant la finale grâce à des victoires contre Liang En-shuo, Mariam Bolkvadze, Madison Brengle et Coco Vandeweghe, puis elle échoue face à Nuria Párrizas Díaz.
À l'US Open, elle perd face à la Taiwanaise En-Shuo Liang, pour la troisième fois face à cette joueuse cette année-là. À Tenerife, elle élimine sa compatriote Zhang Shuai, avant d'échouer face à Alizé Cornet. Elle réitère un bon parcours à Courmayeur : elle profite de l'abandon de Cristina Bucșa puis elle bat à nouveau Zhang Shuai, avant d'être éliminée au tour suivant face à Donna Vekić, future lauréate.
En double, ses succès sont plus significatifs. Associée à sa compatriote Zheng Saisai, elle atteint une finale à Linz, perdue face à Natela Dzalamidze et Kamilla Rakhimova. Puis elles s'imposent à Columbus en catégorie WTA 125 face à Dalila Jakupović et Nuria Párrizas Díaz, puis elles obtiennent un autre titre à Courmayeur, face à Eri Hozumi et Zhang Shuai.
Sortie des qualifications en simple à Linz, Wang Xinyu s'impose face à Kateryna Kozlova au premier tour, puis face à la récente lauréate de l'US Open, Emma Raducanu. Elle est ensuite éliminée par Alison Riske.
À l'Open d'Australie 2022, elle bat Ann Li au premier tour (7-6, 6-3) puis elle échoue face à la tête de série no 2, Aryna Sabalenka, mais en lui prenant un set (1-6, 6-4, 6-2). Jeļena Ostapenko l'élimine dès le premier tour à Saint-Petersbourg (6-1, 6-4). Elle passe le premier tour à Guadalajara face à Panna Udvardy (6-4, 4-6, 6-1), mais elle est vaincue par Anna Kalinskaya au tour suivant (6-4, 0-6, 6-4). Elle se rend à Monterrey et perd dès son premier match contre la tête de série no 8, l'Américaine Ann Li.

### 2023: vainqueure de Roland-Garros en double dames, huitièmes de finale à l'US Open
À Hobart, elle arrive en quarts après être passée par les qualifications. Elle élimine notamment Alison Van Uytvanck. Elle arrive en demi-finale à Hua Hin, en éliminant Joanne Züger (6-2, 6-2), Mirjam Björklund (6-3, 6-3), Heather Watson (6-3, 6-7, 6-4), avant d'être sortie par sa compatriote Zhu Lin, future lauréate (6-2, 6-2). Elle enchaîne avec un quart à Irapuato.
À Indian Wells, elle passe deux tours éliminant Elise Mertens (6-3, 6-1) et la tête de série no 18 Ekaterina Alexandrova (6-2, 6-3), avant d'être battue par Barbora Krejčíková, tête de série no 16.
Il lui faut attendre ensuite Roland-Garros pour réaliser à nouveau des bons résultats et dépasser le second tour. Elle commence par sortir la tête de série no 31, Marie Bouzková (6-4, 7-6), puis elle poursuit en prenant le dessus sur Rebecca Peterson (7-6, 6-2). Elle se retrouve alors face à la tenante du titre et no 1 mondiale, Iga Świątek, qui lui inflige un 6-0, 6-0.
À  Roland-Garros, elle s'aligne en simple et en double avec Hsieh Su-wei. Elle tombe au troisième tour face à Iga Świątek en simple. Mais elle réussit l'exploit d'arriver en finale et d'obtenir le titre en double dames face à Leylah Fernandez associée à Taylor Townsend.
Lors de Wimbledon, elle ne passe qu'un tour. Après des éliminations précoces, elle se rend à Landisville, en ITF. Elle remporte le titre Yulia Starodubtseva, McCartney Kessler, Erika Andreeva, Makenna Jones. En finale, elle vainc Madison Brengle. Elle obtient de bons résultats à Cleveland. Elle élimine la Française Clara Burel (7-6, 4-6, 7-5), puis vainc Jasmine Paolini (6-4, 6-3). Elle sera sortie par la finaliste Ekaterina Alexandrova (7-6, 0-6, 5-7).
Lors de l'US Open, elle vient à bout coup sur coup de Katie Volynets en deux sets (6-3, 6-4) et de Sara Sorribes Tormo, vainqueure de Cleveland quelques jours plus tôt en trois sets (5-7, 6-3, 6-4). Elle se retrouve face à Anna Karolína Schmiedlová dont elle dispose également (4-6, 6-3, 6-2). Elle rejoint pour son premier huitième de finale en Grand Chelem la numéro dix mondiale Karolína Muchová, vainqueure de Cincinnati quelques semaines plus tôt et sort en trois sets (3-6, 7-5, 1-6) dans un match disputé.
En double, elle s'aligne avec Hsieh Su-wei. Elles éliminent Camila Osorio associée à Linda Fruhvirtová. Puis, elles viennent à bout de la paire Bethanie Mattek-Sands - Anastasia Potapova. Elles passent le 3e tour face à Elina Avanesyan associée à Kamilla Rakhimova. En quarts, elles se retrouvent face à la 3e paire tête de série, Coco Gauff ancienne numéro une mondiale en double, associée à sa partenaire régulière Jessica Pegula.
Troisième tête de série à Osaka, elle passe le 1er tour face à Jil Teichmann (7-6 6-3). Au 2e tour, elle sort Himeno Sakatsume (6-4, 6-2). Au troisième tour, elle élimine Yulia Putintseva (7-6, 6-7, 6-3) pour atteindre les demi-finales. À ce stade, elle est confrontée à son ex partenaire de double, Zhu Lin, tête de série numéro une. Elle perd 7-5, 7-6.

### 2024: première victoire sur une top 10, 1/8eà Wimbledon et titre à Berlin en double. Finale aux JO de Paris en mixte
Lors des trois premiers tournois de l'année, Wang Xinyu ne passe pas le second tour. C'est à Hua Hin elle atteint les demies finales. Diana Shnaider l'éliminera et obtiendra le titre en finale.
Il lui faut ensuite attendre Miami pour réitérer ce parcours. Elle y élimine entre autres Veronika Kudermetova au second tour, tête de série numéro 19. Puis, à Roland-Garros; elle parvient au troisième tour à nouveau. Elle y élimine Jule Niemeier en prenant une bulle au passage (0-6 6-2 6-4) et Viktoriya Tomova (7-5 5-7 6-1). Elle rendra les armes face à Anastasia Potapova en lui prenant un set (5-7 7-6 4-6).
Alignée à Berlin, elle échoue au premier tour. Mais c'est en double associée à sa compatriote Zheng Saisai qu'elle obtient un titre. La paire chinoise vient à bout de Chan Hao-ching - Veronika Kudermetova en deux sets (6-2 7-5).
Wimbledon arrivé, elle obtient enfin une victoire sur une top 10 (voir top 5). Au premier tour, elle élimine Viktoriya Tomova lui infligeant une bulle au passage (7-6 3-6 6-0). Puis, elle vainc la 5e mondiale, Jessica Pegula (6-4 6-7 6-1). En trois sets (2-6 7-5 6-3) elle élimine Harriet Dart. Elle se retrouve alors face à la tête de série numéro 21, Elina Svitolina, ancienne demi-finaliste et est sortie sèchement par l'Ukrainienne (2-6, 1-6).
Associée à Zhang Zhizhen , elle arrive en finale des Jeux Olympiques en double Mixte. Ils éliminent la paire brésilienne Luisa Stefani - Thiago Seyboth Wild, puis la paire tête de série numéro 2, Ellen Perez - Matthew Ebden. Ils viennent ensuite à bout de la paire Demi Schuurs - Wesley Koolhof. En finale, ils se retrouvent face à Kateřina Siniaková associée à Tomáš Macháč. La paire chinoise se contentera de l'argent éliminée en finale en trois sets.
À Wuhan, elle arrive jusqu'en demi-finale où elle est battue par sa compatriote Zheng Qinwen. Précédemment, elle avait éliminé tour à tour Caroline Dolehide, Lucia Bronzetti, et surtout la 3e mondiale Jessica Pegula (6-3 7-5) puis enfin Ekaterina Alexandrova.

### 2025: finale en double à Singapour et en simple à Berlin
4e tête de série à Singapour, elle parvient en demi-finale. Elle élimine Rebecca Marino (6-4, 5-7, 7-5), puis Maya Joint (6-4, 6-2) et Jil Teichmann (6-7, 7-6, 6-4). Elle est sortie par Elise Mertens (3-6, 4-6).
Toujours à Singapour, elle enchaîne les victoires en double avec Zheng Saisai. La paire chinoise élimine d'affilée Makoto Ninomiya associée à Tsao Chia-yi (2-6, 6-2, 10-4) puis Hailey Baptiste et Heather Watson (6-2, 3-6, 10-6). Desirae Krawczyk et Giuliana Olmos les battent en finale.
Elle doit ensuite attendre Indian Wells, où en tant que 42e mondiale elle élimine Mayar Sherif (6-4, 7-5). Elle réalise ensuite l'exploit de vaincre Jeļena Ostapenko en deux sets (6-4, 6-4). Alors qu'elle avait un bilan positif contre son adversaire suivante, Wang Xinyu perd contre Jessica Pegula (6-1, 6-2).
À Berlin, elle parvient à effectuer un bon parcours. Déjà, elle élimine Daria Kasatkina en trois sets. Ensuite, elle sort avec facilité la lauréate de Roland-Garros Coco Gauff (6-3, 6-3). Elle profite ensuite de l'abandon de Paula Badosa en ayant remporté le premier set. Elle élimine Liudmila Samsonova en deux sets en demi-finale (6-4, 6-1). Elle se retrouve en finale face à Markéta Vondroušová. La Tchèque remporte le match en trois sets. Ce parcour lui permet d'atteindre la 32e place mondiale.
Elle élimine la 15e tête de série (et 14e mondiale) Karolína Muchová au premier tour de Wimbledon.

## Palmarès

### Titre en simple dames
Aucun

### Finale en simple dames
| No | Date       | Nom et lieu du tournoi     | Catégorie | Dotation    | Surface      | Vainqueure          | Score           |          |
| -- | ---------- | -------------------------- | --------- | ----------- | ------------ | ------------------- | --------------- | -------- |
| 1  | 16-06-2025 | Berlin Tennis Open, Berlin | WTA 500   | 1 064 510 $ | Gazon (ext.) | Markéta Vondroušová | 7-610, 4-6, 6-2 | Parcours |

### Titres en double dames
| No | Date       | Nom et lieu du tournoi      | Catégorie | Dotation     | Surface      | Partenaire   | Finalistes                          | Score            |          |
| -- | ---------- | --------------------------- | --------- | ------------ | ------------ | ------------ | ----------------------------------- | ---------------- | -------- |
| 1  | 09-09-2019 | Jiangxi Open Nanchang       | Intern'l  | 226 750 $    | Terre (ext.) | Zhu Lin      | Peng Shuai Zhang Shuai              | 6-2, 7-65        | Parcours |
| 2  | 25-10-2021 | Courmayeur Open Courmayeur  | WTA 250   | 235 238 $    | Dur (int.)   | Zheng Saisai | Eri Hozumi Zhang Shuai              | 6-4, 3-6, [10-5] | Parcours |
| 3  | 28-05-2023 | Roland-Garros Paris         | G. Chelem | 49 600 000 € | Terre (ext.) | Hsieh Su-wei | Taylor Townsend Leylah Fernandez    | 1-6, 7-65, 6-1   | Parcours |
| 4  | 17-06-2024 | ecotrans Ladies Open Berlin | WTA 500   | 922 573 $    | Gazon (ext.) | Zheng Saisai | Chan Hao-ching Veronika Kudermetova | 6-2, 7-5         | Parcours |

### Finales en double dames
| No | Date       | Nom et lieu du tournoi         | Catégorie | Dotation  | Surface    | Vainqueures                         | Partenaire    | Score     |          |
| -- | ---------- | ------------------------------ | --------- | --------- | ---------- | ----------------------------------- | ------------- | --------- | -------- |
| 1  | 07-11-2021 | Upper Austria Ladies Linz Linz | WTA 250   | 235 238 $ | Dur (int.) | Natela Dzalamidze Kamilla Rakhimova | Zheng Saisai  | 6-4, 6-2  | Parcours |
| 2  | 21-02-2022 | Abierto Akron Zapopan Zapopan  | WTA 250   | 239 477 $ | Dur (ext.) | Kaitlyn Christian Lidziya Marozava  | Zhu Lin       | 7-5, 6-3  | Parcours |
| 3  | 30-01-2023 | Thailand Open Hua Hin          | WTA 250   | 259 303 $ | Dur (ext.) | Chan Hao-ching Wu Fang-hsien        | Zhu Lin       | 6-1, 7-66 | Parcours |
| 4  | 20-02-2023 | Merida Open Akron Mérida       | WTA 250   | 259 303 $ | Dur (ext.) | Caty McNally Diane Parry            | Wu Fang-hsien | 6-0, 7-5  | Parcours |
| 5  | 27-01-2025 | Singapore Open Singapour       | WTA 250   | 275 094 $ | Dur (int.) | Desirae Krawczyk Giuliana Olmos     | Zheng Saisai  | 7-5, 6-0  | Parcours |

### Finale en simple en WTA 125
| No | Date       | Nom et lieu du tournoi  | Catégorie | Dotation  | Surface    | Vainqueure          | Score     |          |
| -- | ---------- | ----------------------- | --------- | --------- | ---------- | ------------------- | --------- | -------- |
| 1  | 20-09-2021 | Columbus Open, Columbus | WTA 125   | 115 000 $ | Dur (int.) | Nuria Párrizas Díaz | 7-62, 6-3 | Parcours |

### Titre en double en WTA 125
| No | Date       | Nom et lieu du tournoi | Catégorie | Dotation  | Surface    | Partenaire   | Finalistes                           | Score    |          |
| -- | ---------- | ---------------------- | --------- | --------- | ---------- | ------------ | ------------------------------------ | -------- | -------- |
| 1  | 20-09-2021 | Columbus Open Columbus | WTA 125   | 115 000 $ | Dur (int.) | Zheng Saisai | Dalila Jakupović Nuria Párrizas Díaz | 6-1, 6-1 | Parcours |

## Parcours en Grand Chelem

### En simple dames
| Année | Open d'Australie | Open d'Australie  | Internationaux de France | Internationaux de France | Wimbledon       | Wimbledon       | US Open         | US Open           |
| ----- | ---------------- | ----------------- | ------------------------ | ------------------------ | --------------- | --------------- | --------------- | ----------------- |
| 2018  | 1er tour (1/64)  | Alizé Cornet      | —                        | —                        | —               | —               | —               | —                 |
| 2019  | —                | —                 | —                        | —                        | —               | —               | 1er tour (1/64) | Zhu Lin           |
| 2020  | Q3               | Anna Kalinskaya   | Q3                       | Nadia Podoroska          | Annulé          | Annulé          | —               | —                 |
| 2021  | Q1               | Kamilla Rakhimova | Q1                       | Rebecca Šramková         | 1er tour (1/64) | Sofia Kenin     | —               | —                 |
| 2022  | 2e tour (1/32)   | Aryna Sabalenka   | 1er tour (1/64)          | Aliaksandra Sasnovich    | —               | —               | 1er tour (1/64) | Linda Fruhvirtová |
| 2023  | 2e tour (1/32)   | Madison Keys      | 3e tour (1/16)           | Iga Świątek              | 2e tour (1/32)  | Sofia Kenin     | 1/8 de finale   | Karolína Muchová  |
| 2024  | 1er tour (1/64)  | Diane Parry       | 3e tour (1/16)           | Anastasia Potapova       | 1/8 de finale   | Elina Svitolina | 2e tour (1/32)  | Yulia Putintseva  |
| 2025  | 1er tour (1/64)  | Paula Badosa      | 1er tour (1/64)          | Emma Raducanu            | 2e tour (1/32)  | Zeynep Sönmez   |                 |                   |

N.B. : à droite du résultat se trouve le nom de l'ultime adversaire.

### En double dames
| Année | Open d'Australie                                                                         | Open d'Australie                                                                  | Internationaux de France                                                            | Internationaux de France                                                           | Wimbledon | Wimbledon                                                                         | US Open                                                                     | US Open |
| ----- | ---------------------------------------------------------------------------------------- | --------------------------------------------------------------------------------- | ----------------------------------------------------------------------------------- | ---------------------------------------------------------------------------------- | --------- | --------------------------------------------------------------------------------- | --------------------------------------------------------------------------- | ------- |
| 2022  | —                                                                                        | —                                                                                 | —                                                                                   | —                                                                                  | —         | —                                                                                 | 1er tour (1/32) Zhu L. \|\| style="text-align:left;" \| A. Bondár G. Minnen |         |
| 2023  | 2e tour (1/16) M. Uchijima \|\| style="text-align:left;" \| C. Gauff J. Pegula           | Victoire Hsieh S.-w.                                                              | L. Fernandez T. Townsend                                                            | —                                                                                  | —         | 1/2 finale Hsieh S.-w. \|\| style="text-align:left;" \| G. Dabrowski E. Routliffe |                                                                             |         |
| 2024  | 1er tour (1/32) B. Mattek-Sands \|\| style="text-align:left;" \| C. Garcia K. Mladenovic | 1/8 de finale E. Shibahara \|\| style="text-align:left;" \| C. Gauff K. Siniaková | 1er tour (1/32) Zheng S. \|\| style="text-align:left;" \| C. Garcia K. Mladenovic   | 1er tour (1/32) Zheng S. \|\| style="text-align:left;" \| K. Boulter A. Kalinskaya |           |                                                                                   |                                                                             |         |
| 2025  | 1/8 de finale Zheng S. \|\| style="text-align:left;" \| K. Rakhimova S. Sorribes Tormo   | 2e tour (1/16) Zheng S. \|\| style="text-align:left;" \| U. Eikeri E. Hozumi      | 1er tour (1/32) Zheng S. \|\| style="text-align:left;" \| G. Dabrowski E. Routliffe |                                                                                    |           |                                                                                   |                                                                             |         |

N.B. : le nom de la partenaire se trouve sous le résultat ; les noms des ultimes adversaires se trouvent à droite.

## Parcours en «Premier» et WTA 1000
Les tournois WTA « Premier Mandatory » et « Premier 5 » (entre 2009 et 2020) et WTA 1000 (à partir de 2021) constituent les catégories d'épreuves les plus prestigieuses, après les quatre levées du Grand Chelem. 

De 2009 à 2023, les tournois Premier Mandatory (dits tournois WTA 1000 obligatoires entre 2021 et 2023) regroupent Indian Wells, Miami, Madrid et Pékin, les autres constituant les tournois Premier 5 (tournois WTA 1000 non-obligatoires). À partir de 2024, le nombre de tournois WTA 1000 passe à 10 par saison (fin de l’alternance Doha / Dubaï), ces derniers devenant tous obligatoires et offrant tous 1000 points à la vainqueure (contre 900 points précédemment pour les tournois Premier 5).

### En simple dames
| Année |       |                              |                          |                              |                                |                             |                               |       |                              |                               |  |                     |
| Doha  | Dubaï | Indian Wells                 | Miami                    | Madrid                       | Rome                           | Canada                      | Cincinnati                    | Pékin |                              | Wuhan                         |  |                     |
| Doha  | Dubaï | Indian Wells                 | Miami                    | Madrid                       | Rome                           | Canada                      | Cincinnati                    | Pékin | Guadalajara                  |                               |  |                     |
| Doha  | Dubaï | Indian Wells                 | Miami                    | Madrid                       | Rome                           | Canada                      | Cincinnati                    | Pékin |                              |                               |  |                     |
| 2019  |       | WTA 500                      |                          |                              | 1re tour (1/32) M. Doi         |                             |                               |       |                              | 1re tour (1/32) Wang X.       |  |                     |
|       |       |                              |                          |                              |                                |                             |                               |       |                              |                               |  |                     |
| 2021  |       | WTA 500                      |                          |                              | 2e tour (1/32) G. Muguruza     |                             |                               |       |                              | Annulé                        |  | Annulé              |
| 2022  |       |                              | WTA 500                  |                              | 1er tour (1/64) A. Sasnovich   |                             |                               |       |                              | Hors calendrier               |  |                     |
| 2023  |       | WTA 500                      |                          | 3e tour (1/16) B. Krejčíková | 2e tour (1/32) Ka. Plíšková    | 1er tour (1/64) J. Niemeier | 1er tour (1/64) J. Paolini    |       |                              |                               |  |                     |
| 2024  |       | 2e tour (1/16) V. Azarenka   | 1er tour (1/32) D. Vekić | 2e tour (1/32) E. Mertens    | 3e tour (1/16) M. Keys         | 2e tour (1/32) C. Garcia    | 2e tour (1/32) B. Haddad Maia |       | 1er tour (1/32) L. Samsonova | 2e tour (1/32) V. Kudermetova |  | 1/2 finale Zheng Q. |
| 2025  |       | 1er tour (1/32) E. Avanesyan | 1er tour (1/32) A. Parks | 3e tour (1/16) J. Pegula     | 1er tour (1/64) V. Kudermetova | 1er tour (1/64) M. Sákkari  | 1er tour (1/64) K. Rakhimova  |       | 2e tour (1/32) C. Gauff      |                               |  |                     |

Sous le résultat, l’ultime adversaire.
1. 1 2   Les tournois de Doha et Dubaï alternent le statut de tournoi WTA 1000 (ex Premier 5) entre 2009 et 2023 : les trois premières éditions ont lieu à Dubaï, les trois suivantes à Doha, puis Dubaï accueille le tournoi de cette catégorie les années impaires et Dubaï les années paires. De 2011 à 2023, la ville qui n’accueille pas de WTA 1000 organise à la place un tournoi WTA 500 (ex Premier).
2. 1 2 3 4 5 6 7   L’ordre de déroulement des tournois a évolué depuis 2009 : Rome se dispute avant Madrid et Cincinnati avant Montréal/Toronto jusqu’en 2010, tandis que Tokyo (2009-2013)-Wuhan (2014-2019, 2024-)-Guadalajara (2022-2023) ont lieu avant Pékin jusqu’en 2023.
3. 1 2  Du fait de la pandémie de Covid-19, les tournois d’Indian Wells, de Miami, de Madrid, du Canada, de Wuhan et de Pékin sont annulés en 2020. Ces deux derniers le sont également en 2021. Pour des raisons d’organisation, le tournoi de Cincinnati 2020 a exceptionnellement lieu à Flushing Meadows à New York.
4. ↑  Le 1er décembre 2021, le président de la WTA, Steve Simon, annonce que tous les tournois prévus en Chine et à Hong Kong sont suspendus à partir de 2022, en raison de préoccupations concernant la sécurité et le bien-être de la joueuse de tennis chinoise Peng Shuai après ses allégations de relations sexuelles non-consenties avec Zhang Gaoli, membre de haut rang du Parti communiste chinois. Le tournoi de Pékin revient en 2023. Le tournoi de Guadalajara remplace celui de Wuhan pendant deux ans, ce dernier réapparaissant en 2024.

## Parcours aux Jeux olympiques

### En simple dames
| # | Date       | Nom de l'olympiade         | Surface             | Résultat       | Ultime adversaire  | Score    |          |
| - | ---------- | -------------------------- | ------------------- | -------------- | ------------------ | -------- | -------- |
| 1 | 27/07/2024 | Olympic Tennis Event Paris | Terre battue (ext.) | 2e tour (1/16) | Barbora Krejčíková | 6-3, 6-2 | Parcours |

### En double dames
| # | Date       | Nom de l'olympiade         | Surface             | Résultat        | Partenaire   | Ultimes adversaires               | Score    |          |
| - | ---------- | -------------------------- | ------------------- | --------------- | ------------ | --------------------------------- | -------- | -------- |
| 1 | 27/07/2024 | Olympic Tennis Event Paris | Terre battue (ext.) | 1er tour (1/16) | Zheng Saisai | Lyudmyla Kichenok Nadiia Kichenok | 6-1, 6-4 | Parcours |

### En double mixte
| # | Date       | Nom de l'olympiade         | Surface             | Résultat | Partenaire    | Ultimes adversaires               | Score            |          |
| - | ---------- | -------------------------- | ------------------- | -------- | ------------- | --------------------------------- | ---------------- | -------- |
| 1 | 29/07/2024 | Olympic Tennis Event Paris | Terre battue (ext.) | Argent   | Zhang Zhizhen | Kateřina Siniaková · Tomáš Macháč | 6-2, 5-7, [10-8] | Parcours |

## Records et statistiques

### Victoire sur le top 10
| Légende         |
| Grand Chelem    |
| Jeux olympiques |
| Masters         |
| WTA 1000        |
| WTA 500         |
| WTA 250         |
| Fed Cup         |

|   |       |  | Tournoi   | Année | Surface |              | Adversaire     | Rang | Tour         | Score          | Tableau |
| - | ----- |  | --------- | ----- | ------- | ------------ | -------------- | ---- | ------------ | -------------- | ------- |
| 1 | no 42 |  | Wimbledon | 2024  | Gazon   |              | Jessica Pegula | no 5 | 1/32         | 6-4, 67-7, 6-1 | Tableau |
| 2 | no 51 |  | Wuhan     | 2024  | Dur     |              | Jessica Pegula | no 3 | 1/8          | 6-3, 7-5       | Tableau |
| 3 | no 49 |  | Berlin    | 2025  | Gazon   |              | Coco Gauff     | no 2 | 1/8          | 6-3, 6-3       | Tableau |
| 4 | no 49 |  | Berlin    | 2025  | Gazon   | Paula Badosa | no 10          | 1/4  | 6-1, 0-0 ab. |                | Tableau |

## Classements WTA en fin de saison
| Année          | 2017 | 2018 | 2019 | 2020 | 2021 | 2022 | 2023 | 2024 |
| Rang en simple | 983  | 306  | 154  | 153  | 99   | 97   | 32   | 37   |
| Rang en double | 1094 | 228  | 241  | 252  | 143  | 195  | 22   | 54   |

Source : (en) Classements de Wang Xinyu sur le site officiel de la Fédération internationale de tennis